# 60 Leonis
60 Leonis (b Leonis) é uma estrela na direção da Leo. Possui uma ascensão reta de 11h 02m 19.78s e uma declinação de +20° 10′ 47.1″. Sua magnitude aparente é igual a 4.42. Considerando sua distância de 124 anos-luz em relação à Terra, sua magnitude absoluta é igual a 1.53. Pertence à classe espectral A1m.